# 池田1號墳
池田1號墳（日语：／ Ikedaichigofun）是位於日本愛知縣豐田市猿投町池田的一座圓墳，為池田古墳群的構成墳之一，以池田第1號古墳的名義獲愛知縣指定為史跡。

## 概要
古墳位於愛知縣中部猿投山以南的台地性丘陵，比標高約125米的平原要高26米。
1933年，在該處展開侵蝕控制工程期間，發現了石室的入口，同時出土了少量的須惠器碎片和山茶碗碎片。1971年，愛知縣教育委員會對墳丘和石室展開了實測調查，1973年則對墳丘和石室地面展開了考古調查，最終根據調查結果於1977年以「池田第1號古墳」的名義指定為史跡。
古墳是一座直徑達19米，高2.5米的圓墳或3.5米。墳丘為兩層，每段的末端位置均有跟人類頭部差不多大小，由角礫岩而成的外護列石。墓室形態是以巨石建成的複室構造型橫穴式石室，開口方向是西南方，而羨道則因為遭到破壞，具體規模不明，但是推測全長約12米，為三河地方最大級規模的石室。另外，古墳推測建於古墳時代後期（約7世紀初）。

## 墓室形態

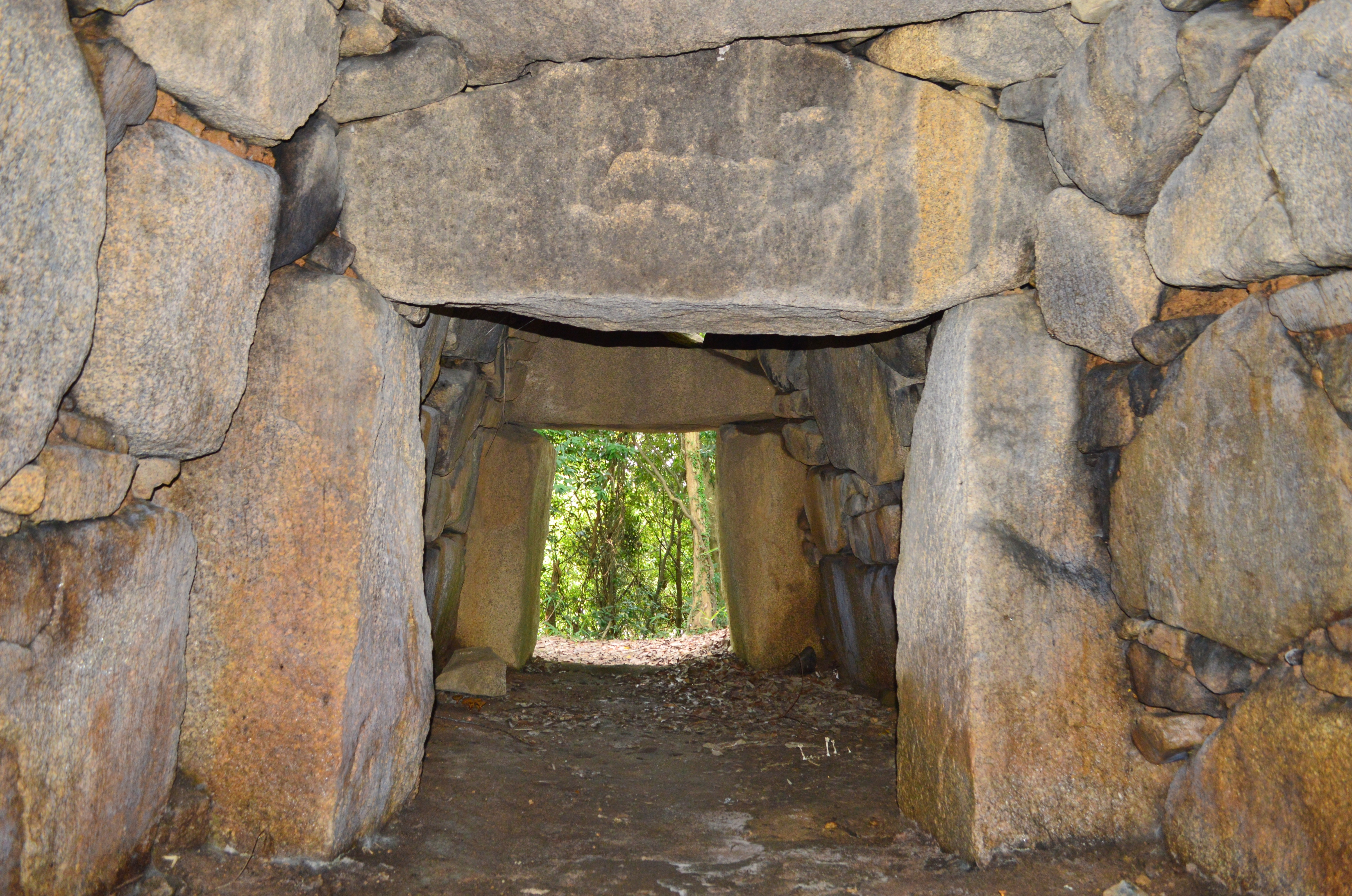
石室從奧室望向前室

古墳的墓室形態是橫穴式石室，朝西南方向開口，屬於由玄室、前室和羨道形成的複室構造型石室。石室規模如下。
- 石室全長：現在是9.9米（推測原本長12米）
- 奧室：長3.2米，寬度最大2.4米
- 前室：長2.8米，寬2.2米

由於羨道大部分遭到破壞，因此石室原本的構造並不明瞭，石室的石材則出自花崗岩的巨石。
在打掃此石室時出土了須惠器的碎片。

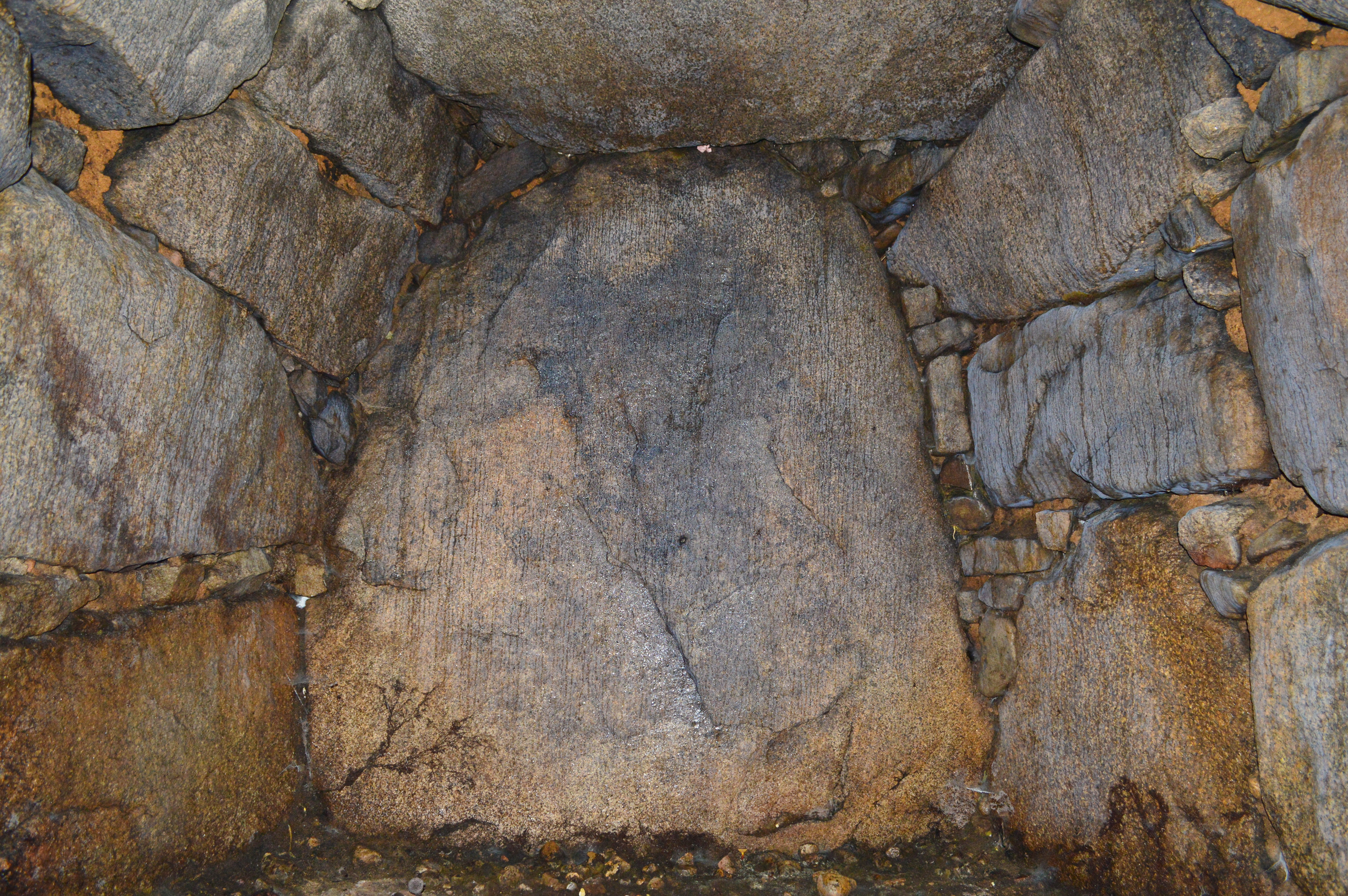
奧室（奧壁方向）
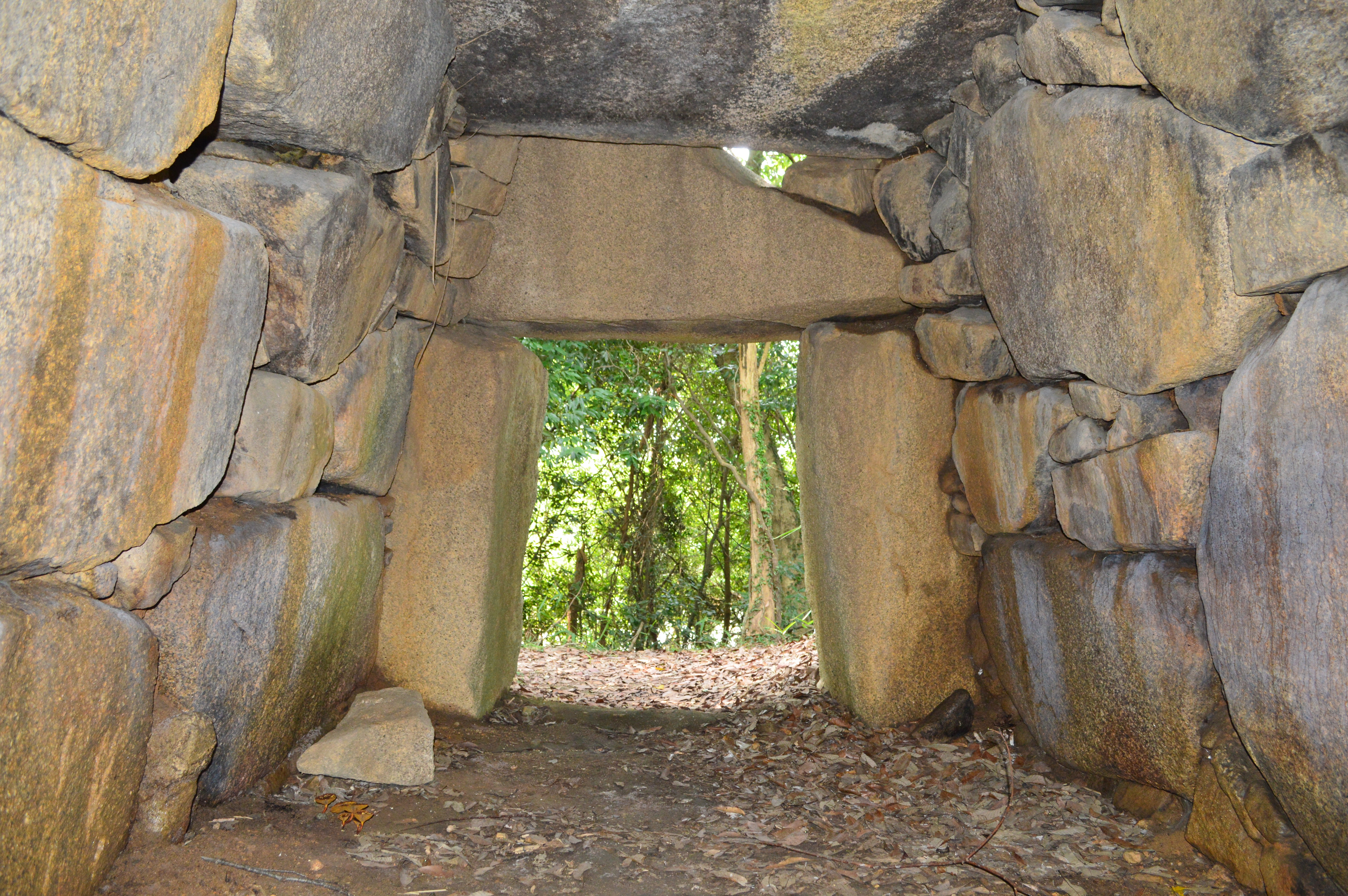
前室（入口方向）
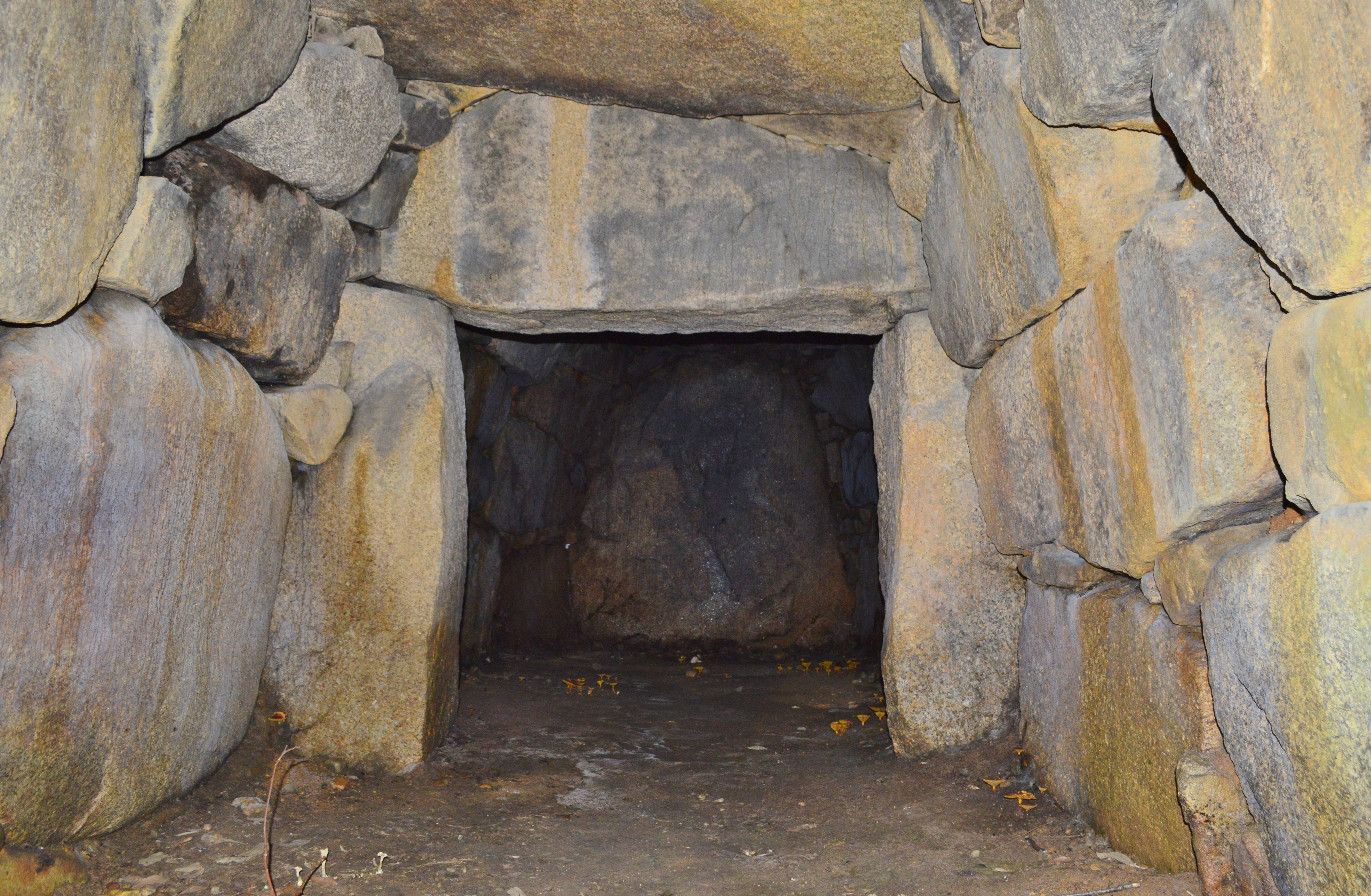
前室（奧室方向）
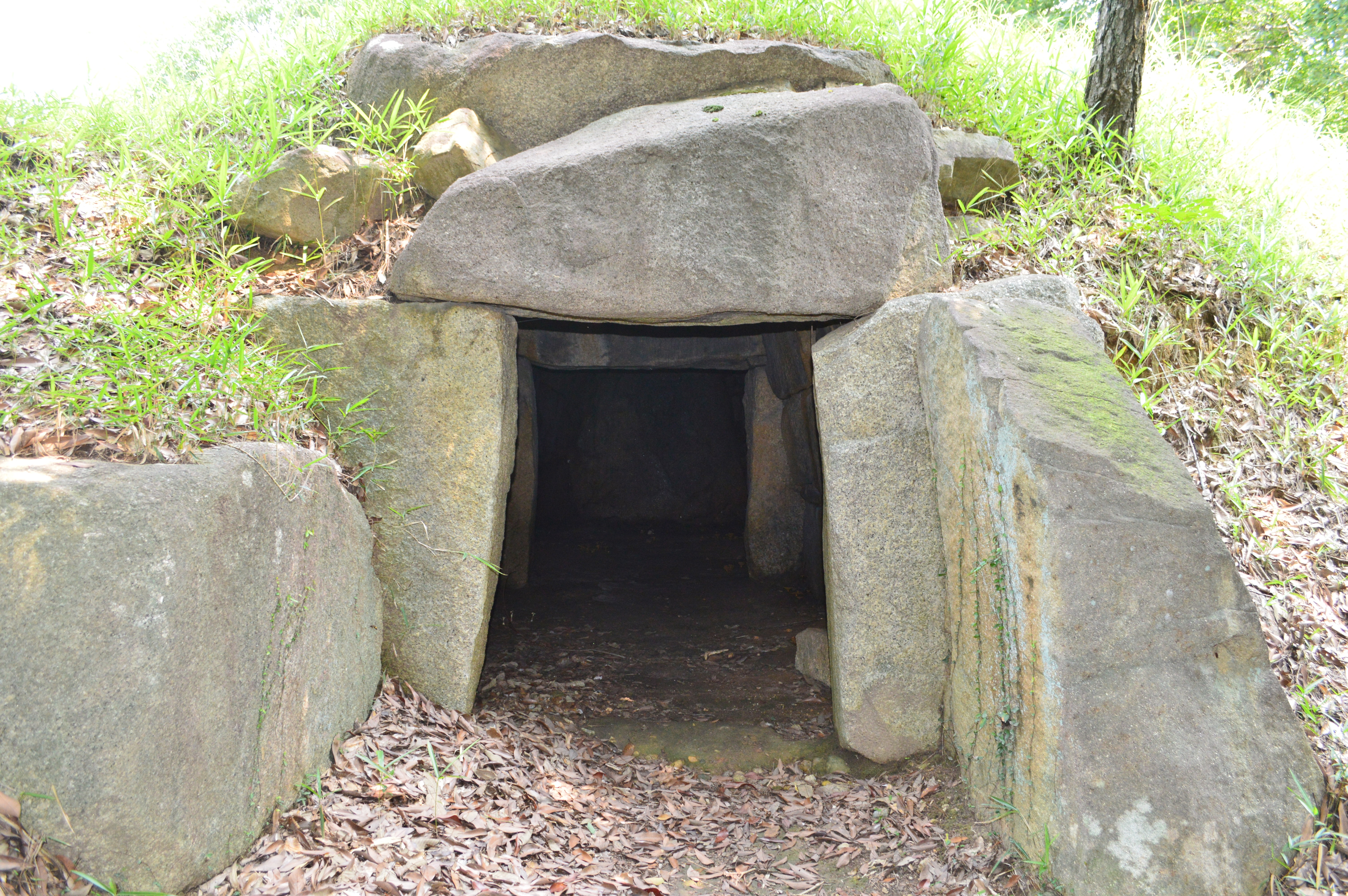
石室入口

## 文化財
池田第1號古墳於1977年5月16日獲指定愛知縣指定文化財（史跡）。